# Propagandas regionalistas
Propagandas regionalistas es un libro escrito y editado en 1918 del abogado, economista, escritor polígrafo y político regionalista Francisco Rivas Moreno (Miguelturra, 1851-Madrid, 1935). Fue editado en 1918, año en el que el debate sobre la Mancomunidad Castellana estaba especialmente presente en los medios de comunicación y en el quehacer de las instituciones castellanas.
Está estructurado en siete capítulos: Los daños del centralismo; El regionalismo y el impuesto de plus-valía; Las mancomunidades; El regionalismo y las Cortes; El regionalismo y la colonización interior; El regionalimo y la política arancelaria; y El regionalismo y la cátedra ambulante.
En el primero de ellos, Los daños del centralismo, Francisco Rivas se expresaba así: "Hay que recorrer los pueblos de Castilla para formarse idea exacta del abandono lamentable en que se encuentran las vías de comunicación, y de los perjuicios que esto acarrea a todas las fuentes de riqueza".
En el tercer capítulo, Las mancomunidades, el autor se lamentaba de la no constitución de la mancomunidad en Castilla con estas palabras: "Lo mismo en Castilla la Vieja que en la Nueva, la Mancomunidad de las Diputaciones ha podido prestar servicios muy señalados, haciendo frente en primer término a lo que atañe al servicio de comunicaciones, pues la baratura y rapidez en los arrastres se traducen siempre en una mayor estimulación de los productos del suelo".
Finalizaba el tercer capítulo de este libro con una exhortación a los castellanos: "No tienen los catalanes mayores aptitudes que los castellanos para realizar estos empeños administrativos; pero sí cuentan con una recia voluntad puesta al servicio de su amor al progreso y bienestar de la tierra que los vio nacer".
Las afirmaciones del autor sobre las ventajas que para Castilla hubiera tenido la mancomunidad provincial castellana revelan buen conocimiento de la labor de la Mancomunidad de Cataluña. Francisco Rivas Moreno, el autor, fundó la Caja de Ahorros de Santander, por lo que se le dedicó una calle en la ciudad de Santander. 
Fundó, también en 1918, el periódico El Regionalista. En 1925, este autor dedicó una biografía a Dámaso de Barrenengoa, firmante por la provincia de Ciudad Real del Pacto Federal Castellano de 1869, en la obra Los grandes hombres de mi patria chica.